# 대한민국 민사소송법 제390조
대한민국 민사소송법 제390조는 항소의 대상에 대한 민사소송법조문이다. 본조 1항 단서와 2항은 임의규정이다.

## 조문
제390조(항소의 대상) (1) 항소(抗訴)는 제1심 법원이 선고한 종국판결에 대하여 할 수 있다. 다만, 종국판결 뒤에 양 쪽 당사자가 상고(上告)할 권리를 유보하고 항소를 하지 아니하기로 합의한 때에는 그러하지 아니하다.
(2) 제1항 단서의 합의에는 제29조제2항의 규정을 준용한다.

## 같이 보기
- 대한민국 민사소송법 제29조 관할의 합의 (다른 임의규정)